# Ectoedemia weaveri
Ectoedemia weaveri là một loài bướm đêm thuộc họ Nepticulidae. Nó được tìm thấy ở Fennoscandia và miền bắc Nga to Pyrenees và Ý, và from Đảo Anh through Nga (Baikal, Chita, Yakutia và Magadan regions in miền đông Siberia) to Hokkaido in Nhật Bản.
Sải cánh dài khoảng 7 mm. Con trưởng thành bay từ tháng 4 đến tháng 8 in miền tây Europe.
Ấu trùng ăn Vaccinium vitis-idaea. Chúng ăn lá nơi chúng làm tổ. 